# 凱米·巴德諾赫
（/ˈkɛmi ˈbeɪdənɒk/ KEM-ee BAY-də-nok；1980年1月2日—），現任英國保守黨黨魁和反對黨領袖，她亦是保守黨首位非裔女黨魁。栢丹娜曾於2020年至2021出任英國財政部初級部長，並且自2017年開始擔任薩弗倫沃爾登選區和之後的西北雅息士選區的下議院議員，為該選區第一位女議員。2024年7月，栢丹娜参加了黨魁選舉并最终获胜，于11月2日接替辛偉誠成为新任保守黨黨魁和反對黨領袖。

## 政治經歷
栢丹娜曾於2012年競選倫敦議會席位失利，但在2015年維多利亞·博威克當選國會議員後遞補為倫敦議會議員。栢丹娜是2016年英國退出歐盟公投中脫歐的支持者，並在2017年大選中獲選為國會議員。2019年7月約翰遜接替文翠珊並就任英國首相後，栢丹娜被任命為負責兒童和家庭事務的教育部政務次官。在2020年2月的內閣改組中，她被任命為財政部庫務秘書及平等事務政務次官。2021年9月，她被晉升為婦女及平等事務部長，並獲任命為地方政府、信仰和社區國務部長。
2022年7月，栢丹娜辭去內閣職務參選2022年7月至9月的黨魁選舉，未當選以取代離任的約翰遜。2022年9月卓慧思就任英國首相後，栢丹娜被任命為國際貿易大臣兼貿易局主席，並被任命為樞密院議員；辛偉誠接替卓慧思就任首相後重新任命栢丹娜為貿易大臣，以及女性及平等事務大臣。
在2023年2月的內閣改組中，栢丹娜被任命為商業及貿易大臣，但保留了女性及平等事務大臣職務。保守黨在2024年大選中慘敗後，她在辛偉誠影子內閣中被任命為負責住房、社區和地方政府的影子國務大臣，隨後她參選2024年英国保守党党魁选举接替即將離任的辛偉誠。她最终在党魁选举中擊敗鄭偉祺，成為保守黨黨魁和反對黨領袖。

## 政治立場

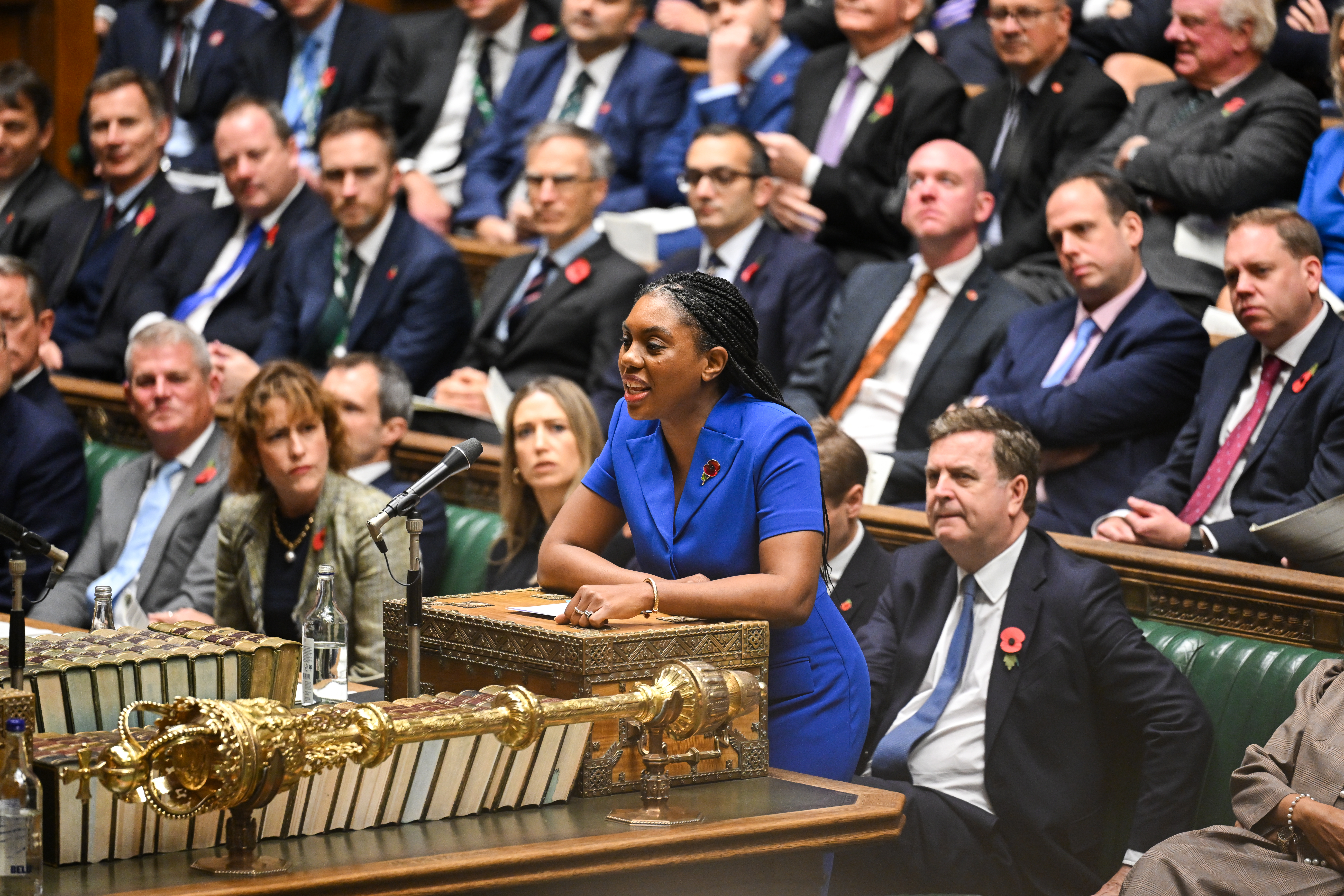
巴登諾克在首相答問環節中質詢。

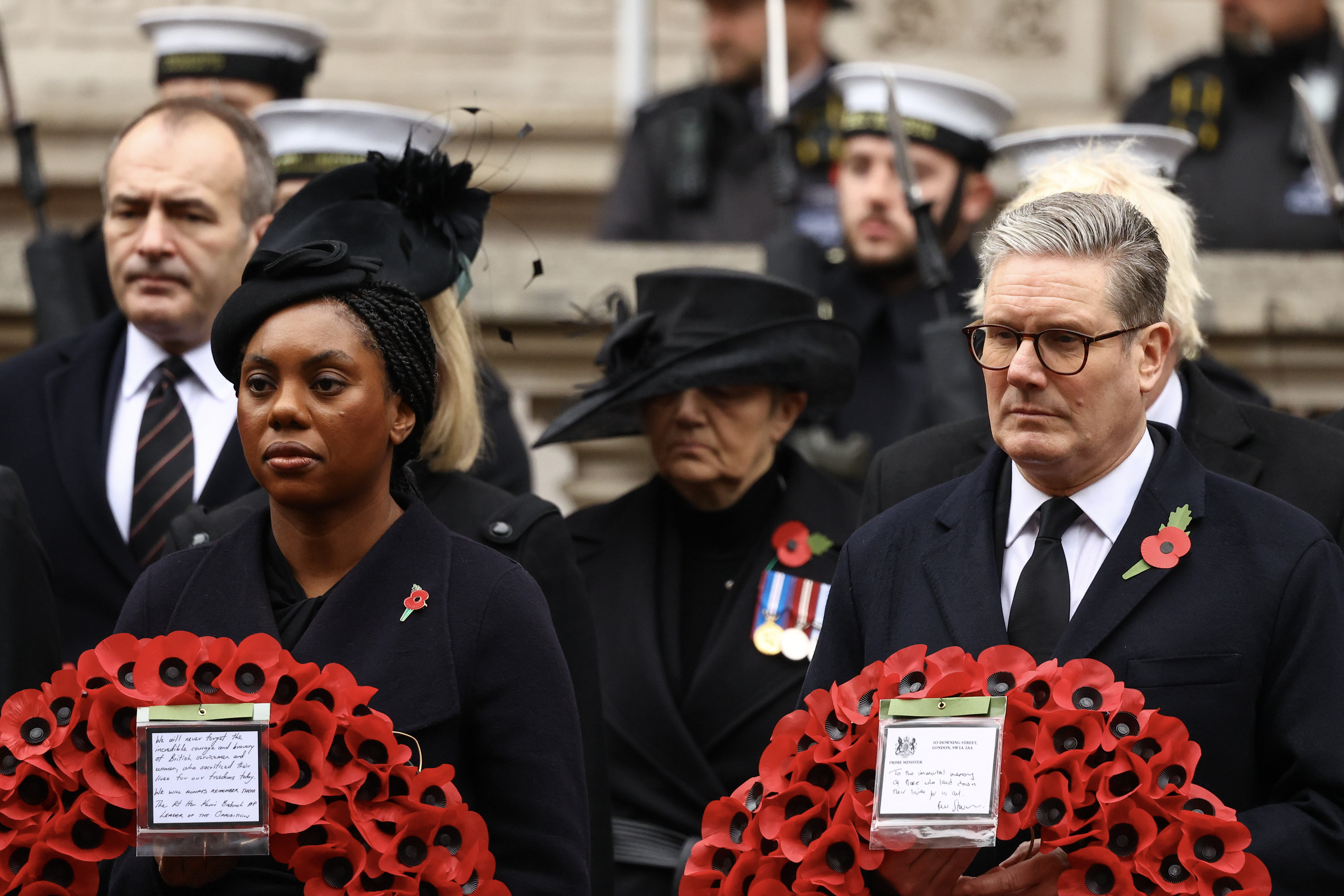
首相施紀賢和反對黨領袖栢丹娜，摄於2024年11月10日的國殤紀念日

栢丹娜是一位「反覺醒」政治家，政治立場是右翼。在種族議題上，她譴責左派對系統性種族主義的立場，並反對在學校教授批判性种族理论。在移民議題上，栢丹娜主張以英國文化為中心的融合。關於英國的殖民遺產，她認為既有負面的一面，也有正面的一面。栢丹娜主張維護單一性別空間並反對跨性別者的自我認同法。2024年，她在擔任商業及貿易大臣期間曾被指控霸凌員工。